# Три цвета: Красный
«Три цвета: Красный» (фр. Trois Couleurs: Rouge) — фильм-драма Кшиштофа Кесьлёвского 1994 года; третья часть трилогии «Три цвета».
Последний фильм Кесьлёвского. После премьеры фильма в Каннах в 1994 году режиссёр заявил о своем уходе из кино, а в 1996 году он умер.

## Сюжет
Студентка Женевского университета Валентина, подрабатывающая фотомоделью, случайно сбивает собаку пожилого отошедшего от дел судьи. Так она знакомится со старым циничным человеком, ведущим довольно замкнутый образ жизни. Он прослушивает телефонные разговоры своих соседей. Очень скоро судье удаётся очаровать молодую женщину, между ними возникает симпатия, несмотря на разницу в возрасте.
Параллельно повествуется об Огюсте, соседе Валентины, который учится на юридическом факультете. Они постоянно встречаются, но при этом до сих пор не знакомы друг с другом. Лишь во время поездки в Англию судьба сводит их вместе: из-за шторма тонет паром, лишь немногим удаётся спастись, среди них — Огюст, Валентина и главные герои двух первых частей трилогии, Доминик и Кароль («Три цвета: Белый») и Жюли и Оливье («Три цвета: Синий»).

## В ролях
— главная роль
| Актёр              | Роль            |
| ------------------ | --------------- |
| Ирен Жакоб         | Валентина Дюссо |
| Жан-Луи Трентиньян | судья Жозеф     |
| Жан-Пьер Лори      | Огюст Брюне     |
| Фредерик Федер     | Карен           |
| Самюэль Ле Бьян    | фотограф        |
| Эльжбета Ясиньская | женщина         |
| Жан Шлегель        | сосед           |

## Интересные факты
- В каждой из частей трилогии встречается пожилая женщина, которая пытается засунуть пустую бутылку в мусорный контейнер. Только в этой последней части Валентина помогает ей, в остальных частях главные герои просто наблюдают.
- Под конец фильма, по ТВ, показаны реальные кадры гибели парома «Herald of Free Enterprise». Катастрофа произошла в 1987 году в проливе Ла-Манш.

## Награды и номинации

### Награды
- 1995 — Премия «Сезар»
  - Лучшая музыка к фильму — Збигнев Прайснер
- 1995 — Премия «Независимый дух»
  - Лучший зарубежный фильм — Кшиштоф Кесьлёвский

### Номинации
- 1995 — Премия «Оскар»
  - Лучшая операторская работа — Пётр Собочинский
  - Лучший режиссёр — Кшиштоф Кесьлёвский
  - Лучший сценарий — Кшиштоф Кесьлёвский, Кшиштоф Песевич
- 1995 — Премия BAFTA
  - Лучшая актриса — Ирен Жакоб
  - Лучший фильм не на английском языке — Марен Кармитц, Кшиштоф Кесьлёвский
  - Лучший адаптированный сценарий — Кшиштоф Кесьлёвский, Кшиштоф Песевич
  - Премия имени Дэвида Лина за лучшую режиссуру — Кшиштоф Кесьлёвский,
- 1994 — Каннский кинофестиваль
  - «Золотая пальмовая ветвь» — Кшиштоф Кесьлёвский
- 1995 — Премия «Сезар»
  - Лучший актёр — Жан-Луи Трентиньян
  - Лучшая актриса — Ирен Жакоб
  - Лучший режиссёр — Кшиштоф Кесьлёвский
  - Лучший фильм — Кшиштоф Кесьлёвский
  - Лучший звук — Вильям Флаголле, Жан-Клод Ларё
  - Лучший сценарий — Кшиштоф Кесьлёвский, Кшиштоф Песевич
- 1994 — Премия «European Film Awards»
  - Лучший фильм — Марен Кармитц
- 1995 — Премия «Золотой глобус»
  - Лучший фильм на иностранном языке